# ترتزولاس
ترتزولاس (به ایتالیایی: Terzolas) یک کومونه در ایتالیا است که در ترنتینو واقع شده‌است. ترتزولاس ۵٫۴ کیلومتر مربع مساحت و ۵۷۸ نفر جمعیت دارد و ۷۵۵ متر بالاتر از سطح دریا واقع شده‌است.